# Residenz am Kap Idokopas
Die Residenz am Kap Idokopas (russisch Резиденция на мысе Идокопас Residenzija na myse Idokopas) ist ein palastähnliches Gebäude im Italianate-Stil mit umfangreichen Außenanlagen. Der Entwurf stammt von dem italienisch-russischen Architekten Lanfranco Cirillo und wurde ab 2005 vom russischen Militärbaubetrieb Spezstroi (Спецстрой России Spezstroi Rossii) errichtet. Die Größe des Gebäudes wird mit 17.700 m² angegeben. Auf dem 68 Hektar großen Anwesen befinden sich weiterhin unter anderem ein Arboretum, Gewächshäuser, zwei Hubschrauberlandeplätze, eine Kunsteisarena, eine Kapelle, ein Amphitheater, ein Gästehaus, Wohnhäuser für die Bediensteten, eine Tankstelle, eine 80 m lange Brücke und diverse unterirdische Anlagen. Unweit der Residenz wurde ein Weingut errichtet. Die Anlage befindet sich am Schwarzen Meer in der Nähe von Praskowejewka südlich von Gelendschik. Nach zahlreichen Berichten seit 2011 handelt es sich um eine Residenz von Wladimir Putin, was Putin erstmals am 25. Januar 2021 persönlich dementierte. Alexei Nawalny hatte zuvor den Film Ein Palast für Putin veröffentlicht, infolgedessen kam es zu Protesten in Russland.

## Bezeichnungen
In den Medien und Literatur wird das Gebäude üblicherweise als Putins Palast, in russischen Medien Datscha Putins oder Putins Landhaus bezeichnet.

## Geschichte
Um den Bau zu verstehen, so der Politologe Wladimir Pastuchow, sei es nötig, die Entstehungszeit ab 2005 zu beachten. Das Hauptgeheimnis liege nicht darin, wem der Palast gehöre, sondern darin, wofür er benötigt worden wäre. Putin hätte sich damals auf eine Machtübergabe vorbereiten müssen, der Palast hätte deshalb ein Rückzugsort oder ideelles Zentrum werden können, in dem Putin ohne direkte Pflichten sich hätte aufhalten können. Der tatsächliche Lauf der Geschichte mit Putins Rollentausch auf den Sessel des Ministerpräsidenten machte den Palast zu einem „virtuellen Projekt, so endlos und bedeutungslos wie vieles in Russland“. Niemand interessiere sich noch dafür, das investierte Geld vermisse wohl auch niemand.
Die Erschließung des Waldgebiets am Kap Idokopas begann 2005. Am 10. Juni 2005 wurde zwischen der russischen Präsidialverwaltung, den beiden Bundesunternehmen des Präsidialamts „Erholungsheim Tuapse“ und „Versorgung mit Produkten“ sowie der Investitionsfirma Lirus OAO (Geschlossene Aktiengesellschaft) eine Investitionsvereinbarung abgeschlossen, die die Errichtung eines Ferienheims auf einer Fläche von 740.000 m² auf dem Gebiet des Dorfes Praskowejewka zum Gegenstand hatte. Die Fertigstellung des Hotelkomplexes war für 2008 vorgesehen. Lirus sollte in den Bau 400 Millionen Rubel investieren. Die Gesamtfläche des Objekts sollte zu 30 % der Präsidialverwaltung und zu 70 % dem Investor gehören.
In den Jahren bis 2010 fungierte als Auftraggeber die Verwaltung des Präsidenten. Beteiligte Firmen waren unter anderem Unternehmen wie Tesli, Aerokompleks, Profima, Optima Komplekt Stroj und Saturn, die mit Bauleistungen und Gebäudeausrüstungen beauftragt wurden. Diese haben in Firmen-Präsentationen und Referenzlisten ihre Mitwirkung an der Errichtung der Präsidialresidenz bei Praskowejewka/Gelendschik ausgewiesen.

## Berichterstattung

Kolesnikows Finanzschema zur Finanzierung der Residenz

Im Dezember 2010 beklagte sich der Geschäftsmann Sergei Kolesnikow in einem Offenen Brief beim damaligen Präsidenten Medwedew über Korruption, Erpressung und Diebstahl in Russland. Dabei erwähnte er exemplarisch die Residenz bei Gelendschik. Der Bau werde mit Geldern finanziert, die bei der Beschaffung überteuerter medizinischer Ausstattung für russische Kliniken abgezweigt würden. Das so abgezweigte Geld sei an russische Oligarchen gegangen und auf die Britischen Jungferninseln transferiert worden. Diese Aktivitäten wurden über Kolesnikows eigenes Unternehmen Petromed abgewickelt. Seine Handelspartner bei diesen Geschäften waren Nikolai Schamalow und Kirill Schamalow, die für das russische Tochterunternehmen der Firma Siemens arbeiteten. Bei ihnen handelt es sich um den Ex-Schwiegervater und den Ex-Ehemann von Putins Tochter Katerina Tichonowa. Nikolai Schamalow und Putin kennen sich wiederum spätestens seit den 1990er Jahren, als beide Teil eines achtköpfigen Freundeskreises waren, die Datschen am Komsomolzen-See errichteten und somit auch zu Nachbarn wurden.
Ein weiterer Vermittler war gemäß einem Nachvollzug der Geschäfte durch Reuters im Jahr 2014 Dmitri Gorelow. Reuters brachte auch ein Konto in den Zusammenhang, das von dem italienischen Architekten Lanfranco Cirillo kontrolliert wurde, dem Architekten der Residenz. Kolesnikow lebt heute vermutlich im Exil in Tallinn. Die Zeitung Nowaja gaseta veröffentlichte 2011 das Vertragswerk zum Bau der Immobilie, das vom Immobilienverwalter des Kreml, Wladimir Koschin, unterzeichnet ist. Im gleichen Jahr tauchten die ersten Bilder der Residenz auf, die von Bauarbeitern gemacht worden waren. Die Website, auf der die Bilder zunächst zu sehen waren, wurde zeitweise blockiert. Kurz darauf wurde das Anwesen überraschend für 350 Millionen Dollar an den kremlnahen Geschäftsmann Alexander Ponomarenko verkauft. Beobachter gehen davon aus, dass Putin weiterhin der eigentliche Nutzer der Anlagen ist.

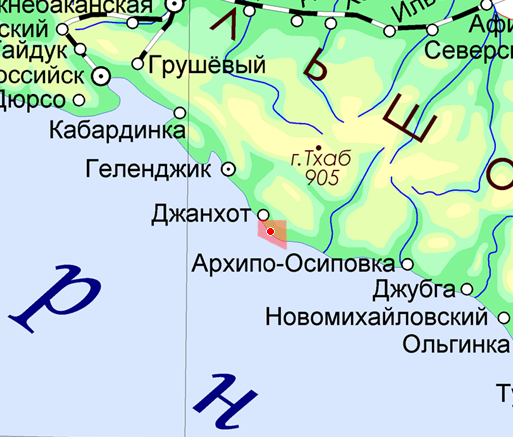
Die Flugverbotszone P116 (rot). Dunkelroter Punkt: der Standort der Residenz

Im Februar und im Juni 2011 versuchten Umweltaktivisten der Organisation Ekovakhta, Baumaßnahmen zu dokumentieren, die gegen geltendes Umweltrecht verstießen. Sie trafen dabei auf Wachleute, die Uniformen und Erkennungszeichen des Sicherheitsdienstes FSB trugen. Der Kreml behauptete, die Wachleute hätten sich diese „widerrechtlich beschafft“. Das Land, das die Straßen zur Residenz umfasst, gehört laut Grundbucheinträgen der Grenzwache des FSB. Zudem existiert für den Luftraum über der angeblich privaten Anlage eine Flugverbotszone wie über offiziellen Regierungssitzen. Im April 2019 veröffentlichte das Center for Advanced Defense eine Studie, in der Störsender der Russischen Föderation dokumentiert werden, die die Signale des weltweiten GPS und ähnlicher Systeme wie Galileo, Glonass und Beidou durch Überlagerung mit starken Funksendern am Boden stören und mit falschen Positionsangaben füttern („GNSS-Spoofing“). Bei Kap Idokopas verorten die Forscher starke Störsignale, die die Navigationssysteme von Schiffen bis hin in internationale Gewässer des Schwarzen Meeres mit falschen Positionsdaten fluteten. Das Spoofing war laut Nowaja gaseta insofern kontraproduktiv, als niemand von der Anwesenheit eines hohen Gastes gewusst hätte außer eben gerade durch die falschen Daten, laut welcher Kapitäne ihre Schiffe angeblich durch Kaukasische Berge schipperten.
Am 19. Januar 2021 veröffentlichte Alexei Nawalny den investigativen Dokumentarfilm Ein Palast für Putin, in dem er behauptet, Putin habe das Anwesen mit öffentlichem Geld bauen lassen.
Arkadi Rotenberg, ein Freund Putins, behauptete kurz darauf, er selbst habe die Residenz vor mehreren Jahren gekauft und plane dort ein Apartment-Hotel.
Ein Bericht des russischen föderalen TV-Senders Rossija 1 zeigte am 31. Januar 2021 eine Reportage aus der Residenz während dortiger Bauarbeiten. Der Bericht widersprach Nawalnys Darstellung einer Luxus-Innenausstattung. Die Flugverbotszone wurde mit dem angrenzenden Grenzschutzposten in Verbindung gebracht, der dort seit Sowjetzeiten besteht.
Das Team von Nawalny konterte 2022 mit Fotos zum Vergleich der im Dokumentarfilm nur animiert dargestellten Details.
Mehr als zwei Jahre später wurde ein Video aus dem Palast nach der Renovierung veröffentlicht. Es wurden unter anderem eine Kapelle mit Fürst Wladimirs Ikone und Kriegsgemälde hinzugefügt, Putins Interessen entsprechend.
Ende Oktober 2024 ermittelten zuerst Le Monde, im Gefolge auch The Sun die Geodaten der Fitness-App Strava von einigen persönlichen, exklusiven Bodyguards Putins („StravaLeaks“), die ergaben, dass diese sich 2019, 2021, 2023 und 2024 jeweils von August bis September in der Residenz aufhielten, Putin also das Milliarden-Anwesen regelmäßig privat nutzt.

## Gebäude
Der gesamte Gebäudekomplex, die Residenz mit Nebengebäuden und Freizeiteinrichtungen, befindet sich auf einem 67,8 Hektar großen Areal. Die Anlage verfügt über zwei Hubschrauberlandeplätze, ein Kasino, zwei Theater und umfangreiche Sportanlagen. Das Areal ist von einer Mauer umgeben, die Zufahrt erfolgt auf zwei Straßen, die mit Checkpoints gesichert sind. Es gibt auf dem Gelände eine Funkstation, eine eigene Wasserversorgung und einen Weinberg. Der russische Regimekritiker Alexei Nawalny behauptet, das dazu gehörende Grundstück sei 39-mal so groß wie das Fürstentum Monaco, das 2 km² groß ist, demnach müsste das Grundstück fast 80 km² groß sein. Gekostet habe der Palast rund 100 Milliarden Rubel (umgerechnet etwa 1,1 Milliarden Euro).

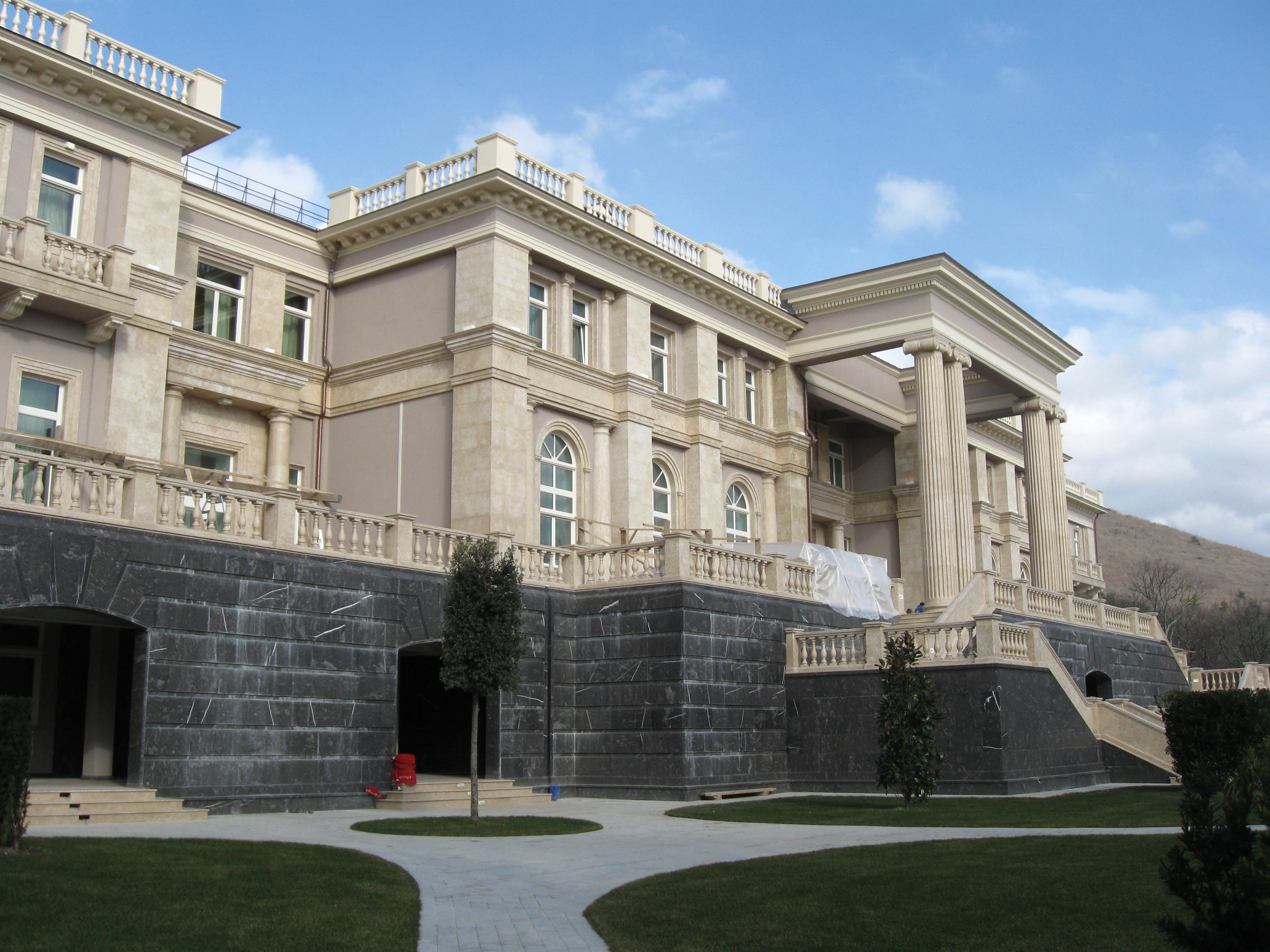
Außenfront
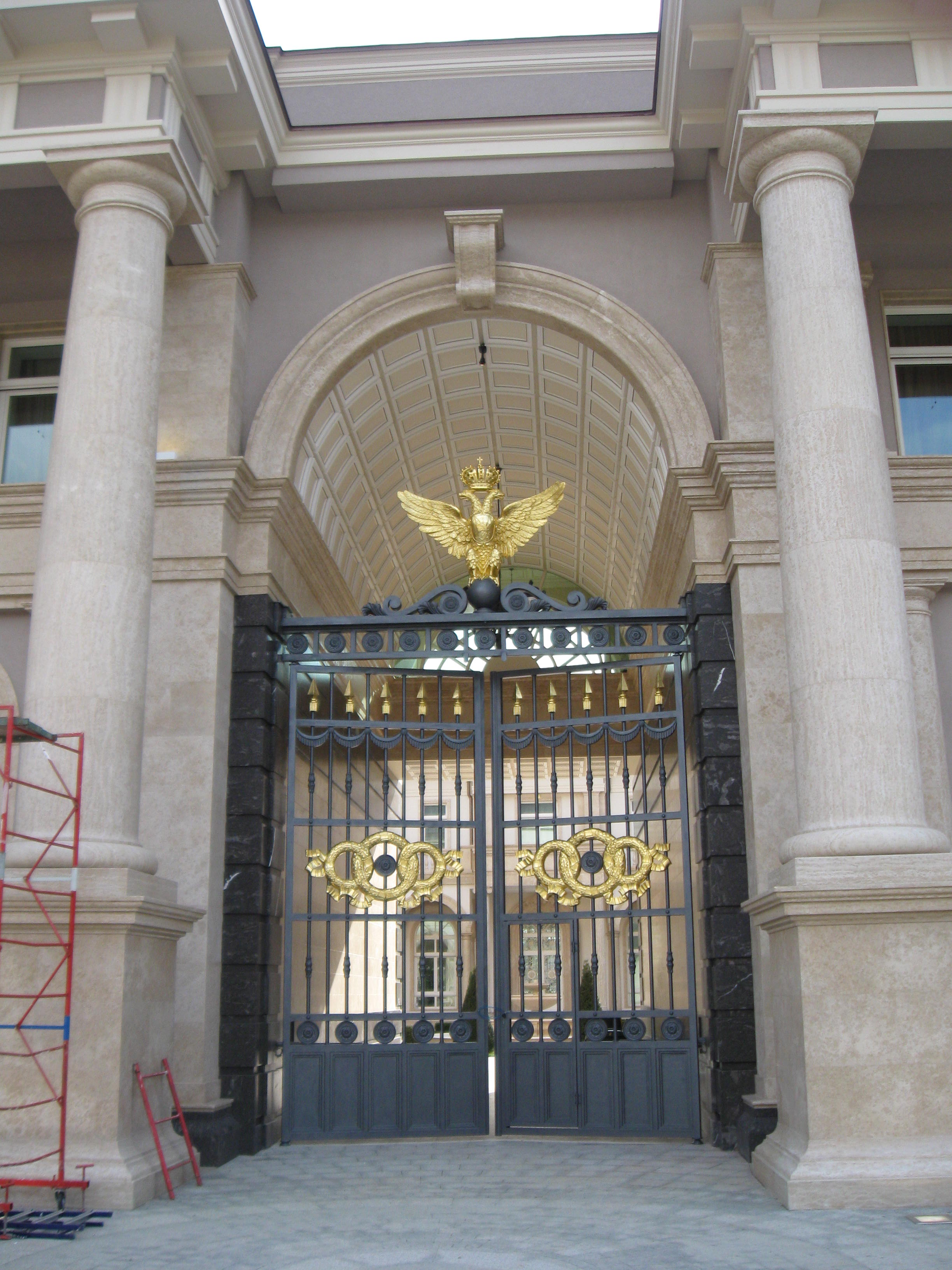
Eingangstor
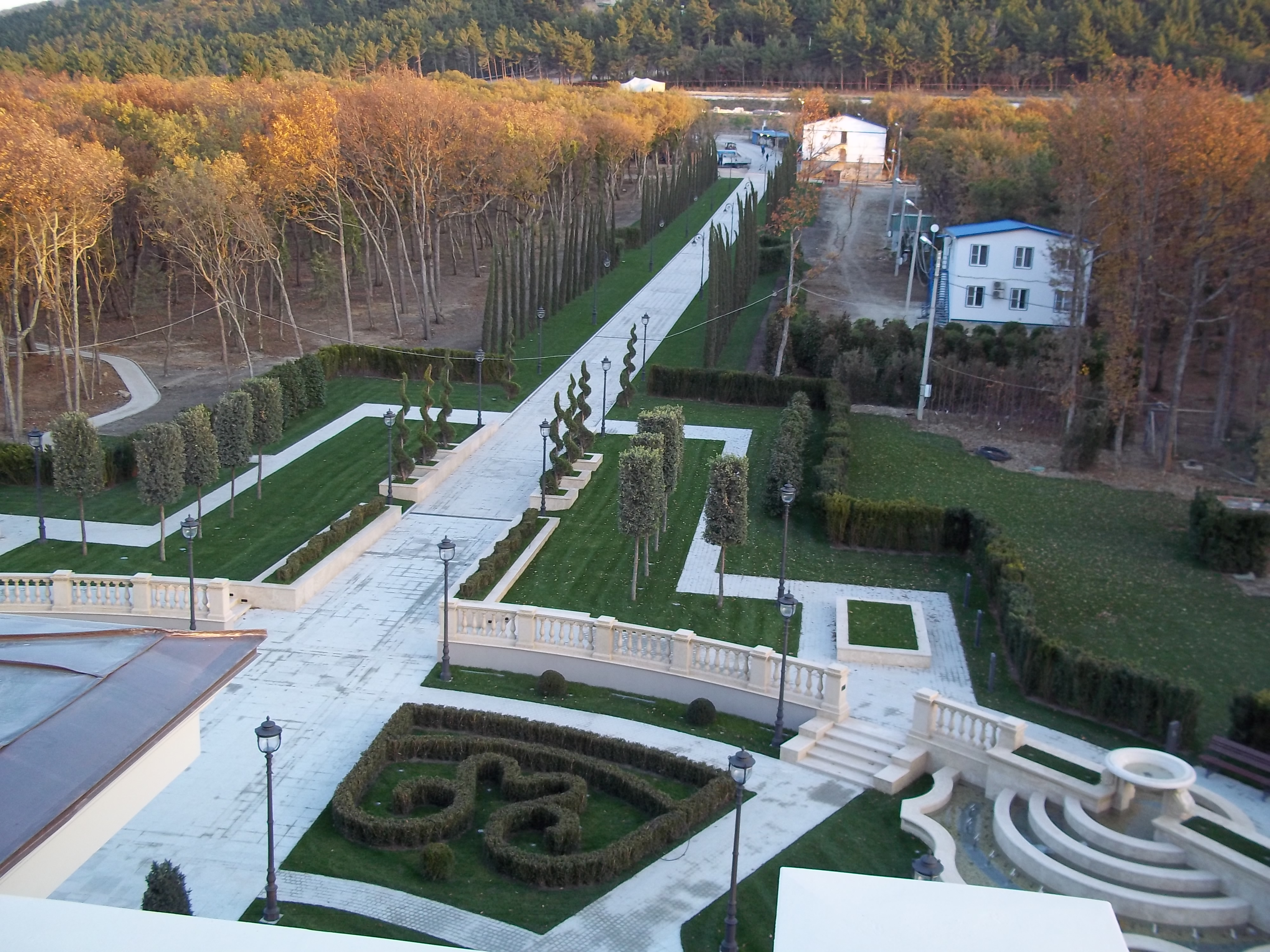
Garten
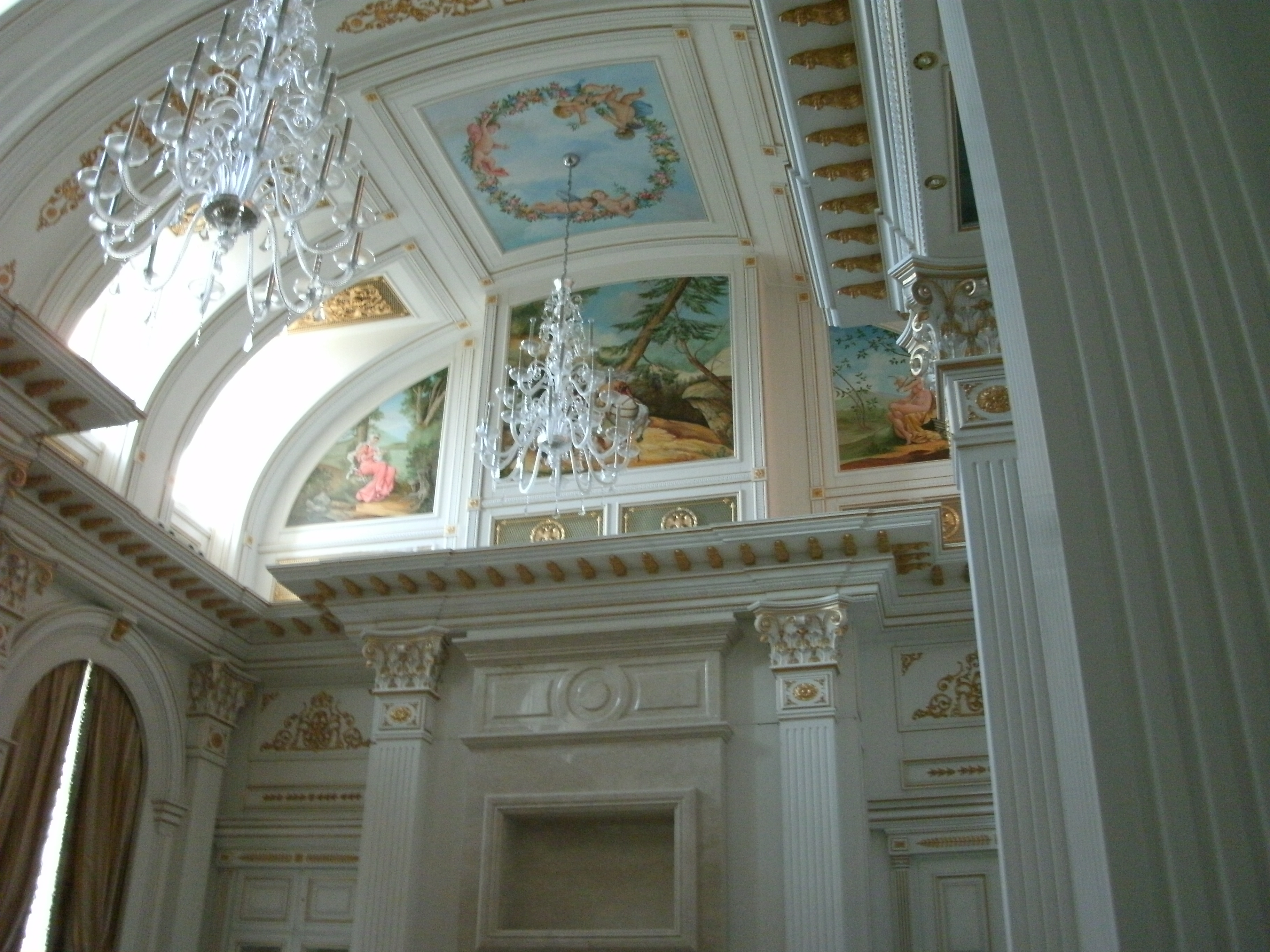
Eingangshalle
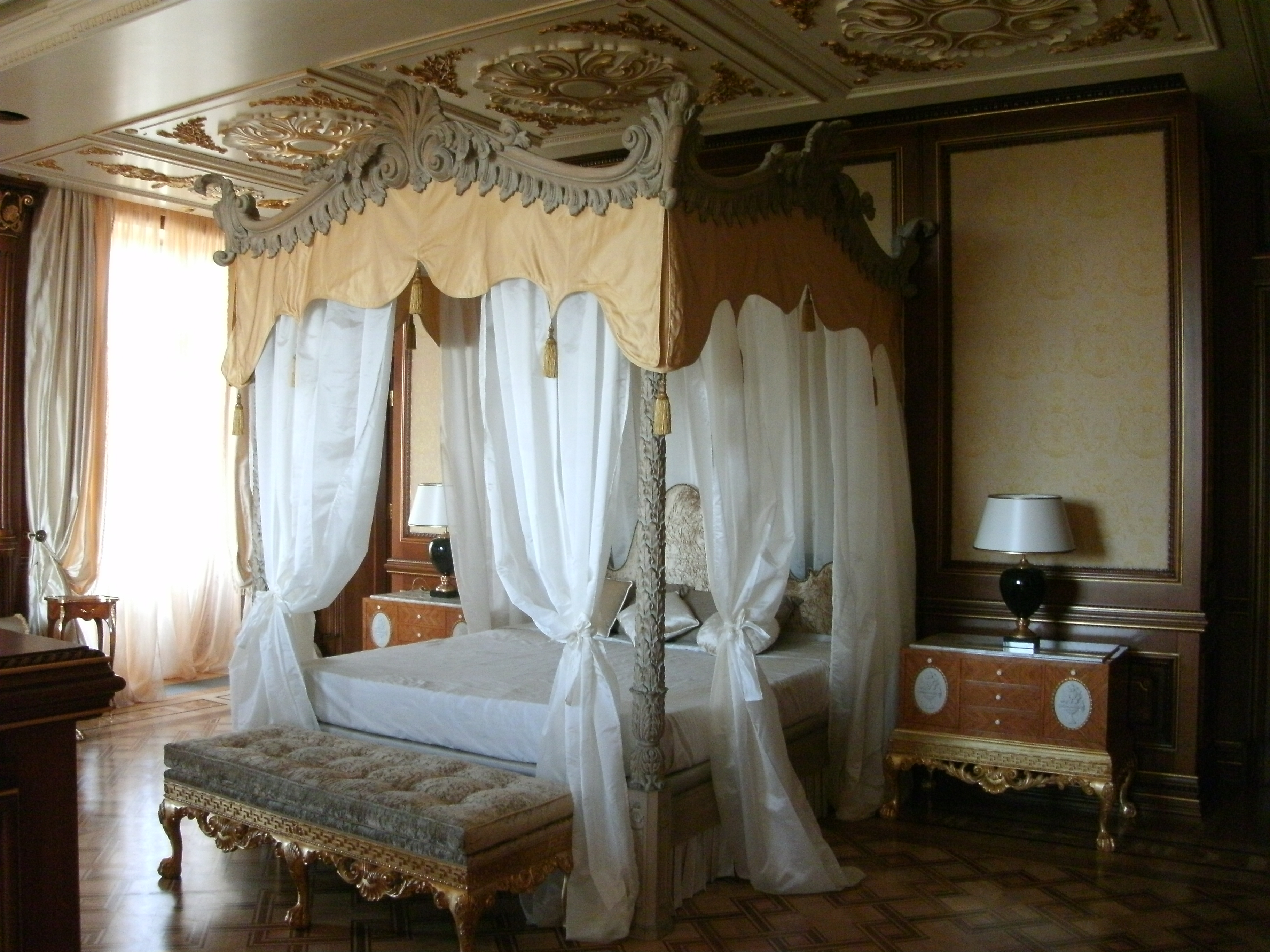
Ein Schlafzimmer
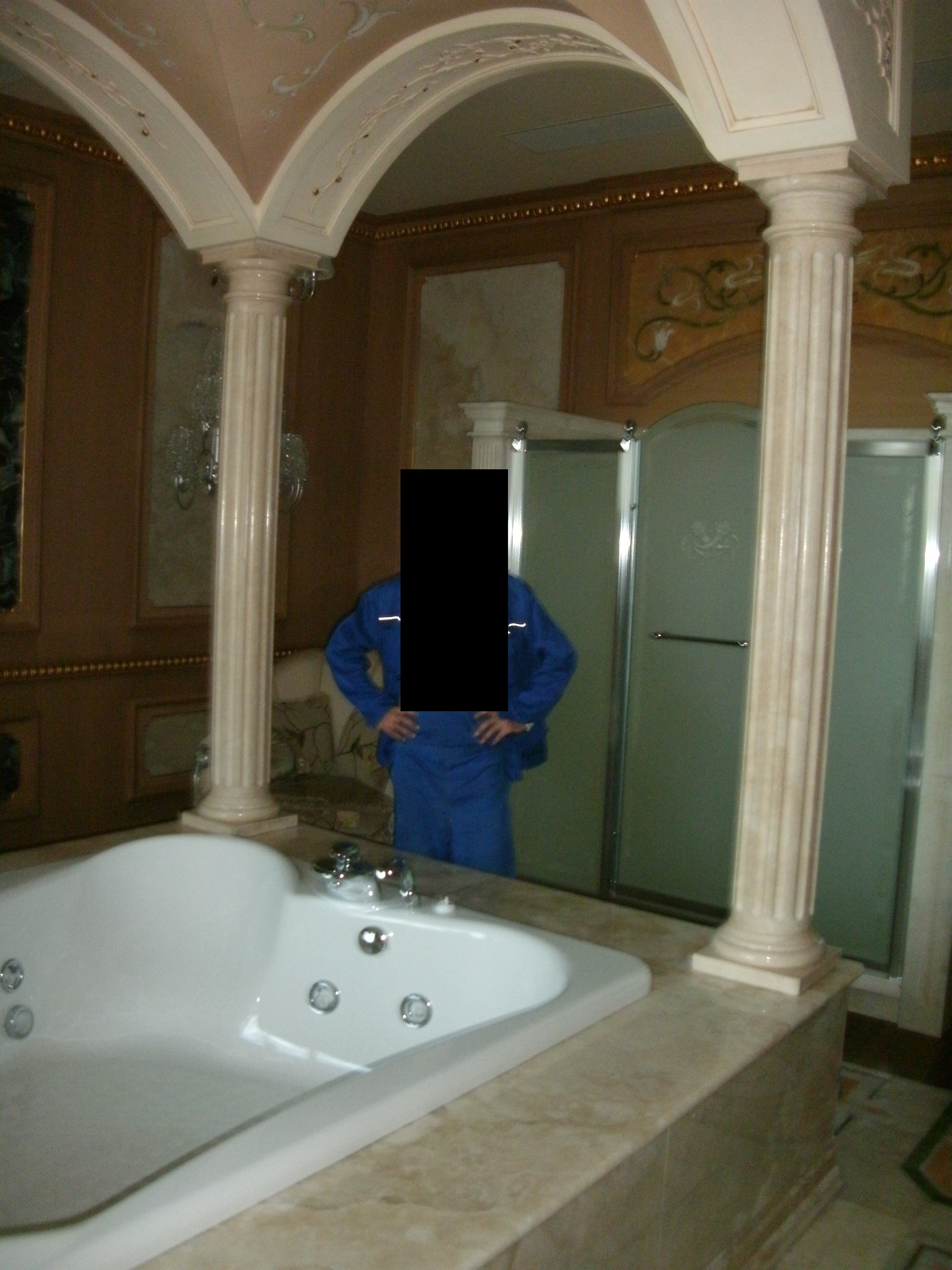
Ein Badezimmer
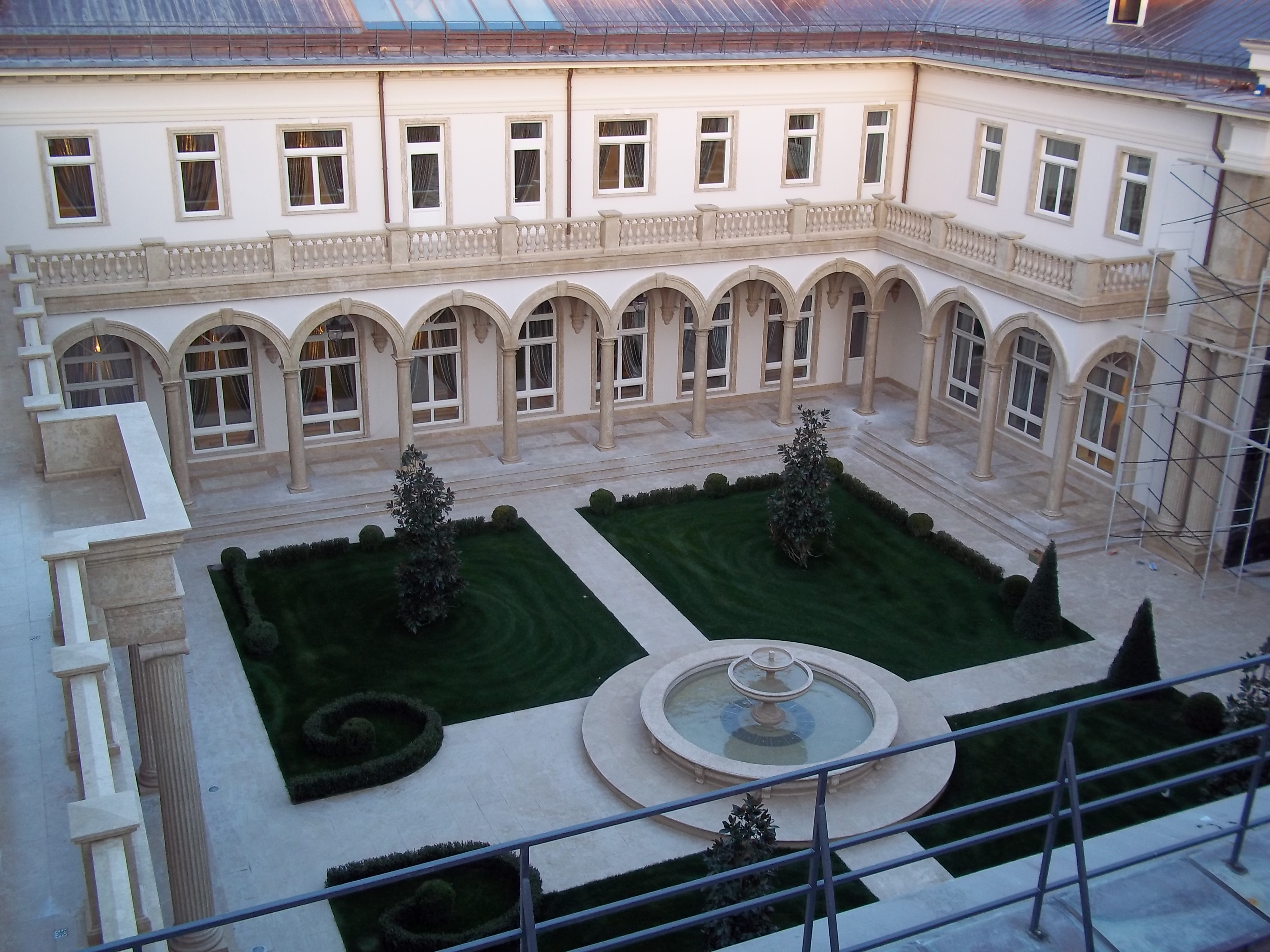
Innenhof
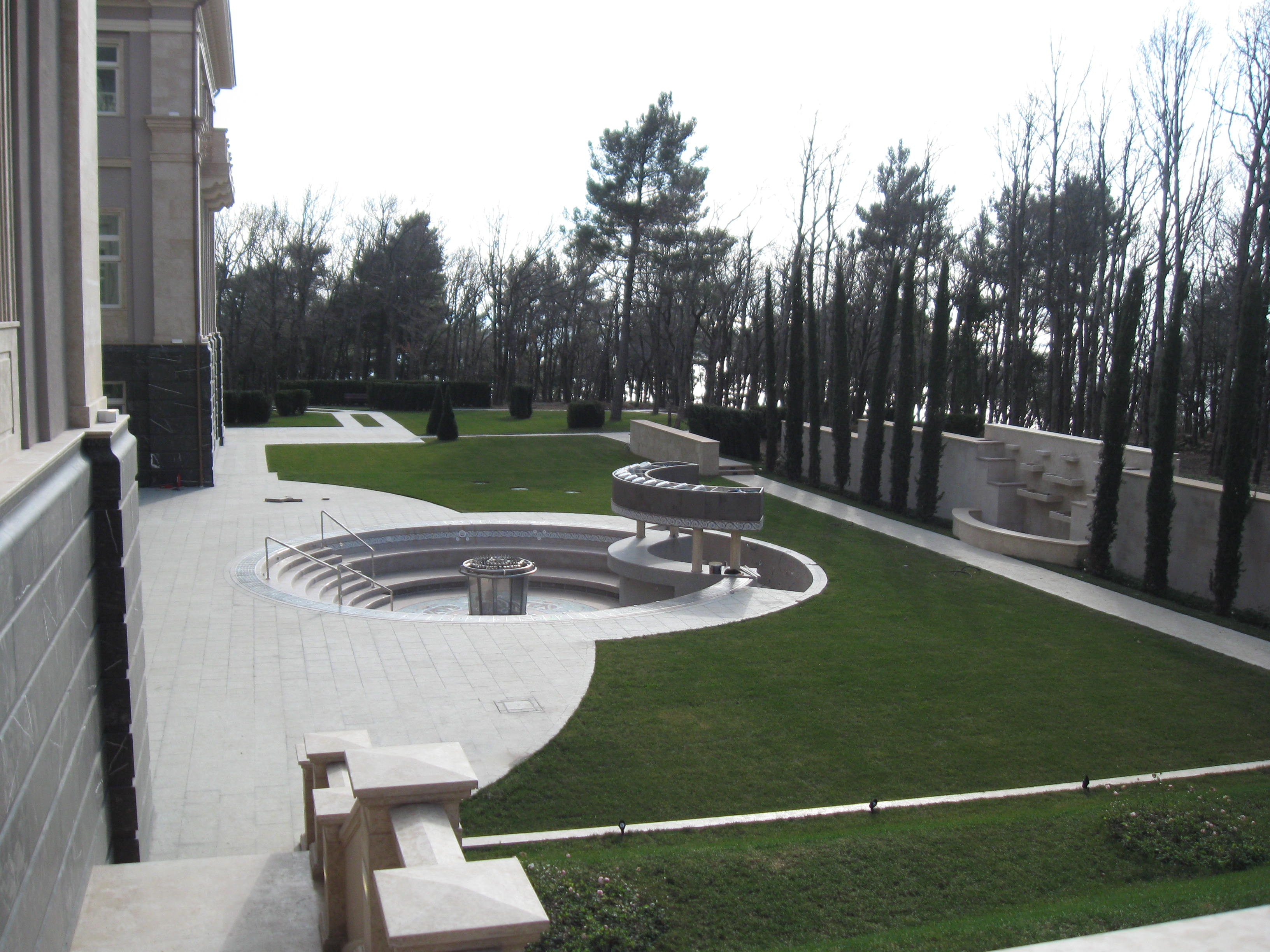
Whirlpool
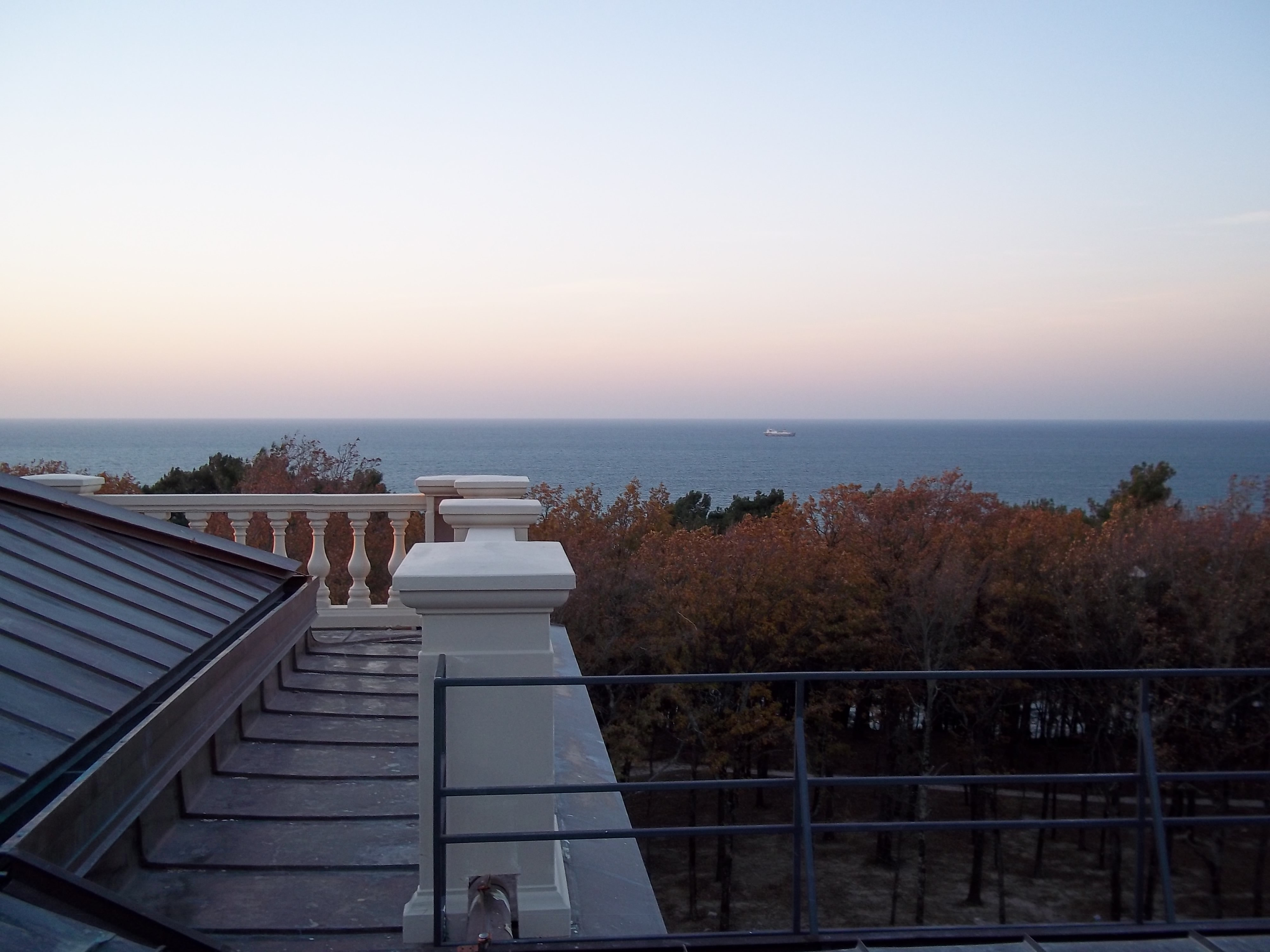
Blick auf das Schwarze Meer